# Стемпоцин
Стемпоцин (пол. Stępocin) — село в Польщі, у гміні Некля Вжесінського повіту Великопольського воєводства.
Населення — 164 особи (2011).
У 1975-1998 роках село належало до Познанського воєводства.

## Демографія
Демографічна структура станом на 31 березня 2011 року:
|          | Загалом | Допрацездатний вік | Працездатний вік | Постпрацездатний вік |
| -------- | ------- | ------------------ | ---------------- | -------------------- |
| Чоловіки | 91      | 25                 | 58               | 8                    |
| Жінки    | 73      | 13                 | 49               | 11                   |
| Разом    | 164     | 38                 | 107              | 19                   |